# 무안 발산마을 미륵당산
무안 발산마을 미륵당산(務安 鉢山마을 미륵당산)은 대한민국 전라남도 무안군 해제면 광산리에 있는 미륵당산이다. 1987년 6월 1일 전라남도의 문화재자료 제148호로 지정되었다.

## 개요
전라남도 무안군 해제면 발산 마을은 서쪽의 넓은 간척평야를 중심으로 농업생산이 주류를 이루는 마을이다. 무안 지방에서는 대개 당산나무(노거수), 선돌, 당집 등을 대상으로 마을의 당산제를 지내는데, 발산 마을에서는 장승의 모습을 하고 있는 당산석 2구를 제사의 주체로 삼고 있다. 이 2구의 석인상은 당산 할아버지와 할머니, 미륵, 당산, 당산 미륵 등으로 불리는데, 150m 거리를 두고 서 있다.
당산할아버지는 턱에서 가슴으로 이어지는 두툼한 긴 수염이 나 있고, 머리에는 벙거지 같은 모자를 쓰고 있다. 풍화 작용이 심하고 거친 입자의 돌 때문에 세부적인 조각수법은 알아볼 수가 없다. 길죽한 얼굴은 가는 선만으로 윤곽을 표현해 입체감이 부족하다. 귀는 어깨까지 길게 늘어져 있어 불상과 비슷한 면이 보인다. 신체는 더욱 간결한 선으로만 옷주름을 표현해 사실성이 떨어진다. 당산할머니는 별다른 조각이 없는 자연 입석으로 그 형태상 특징을 찾을 수 없다.
당산할머니가 초기의 입석 형태를 띠고 있는 반면, 당산할아버지는 조각을 지닌 상징물의 형태를 띠고 있는 점이 주목된다. 이는 자연 입석을 형상화시킨 신앙물에서 차츰 성기모양의 입석형태의 상징물로 바뀌어 가는 과정을 보여주는 좋은 예가 된다.

## 참고 문헌
- 무안발산마을미륵당산 - 국가유산청 국가유산포털